# Парк-авеню, 432
Парк-авеню, 432 (англ. 432 Park Avenue) — сверхвысокий небоскрёб, построенный в нью-йоркском районе Мидтаун на Парк-авеню между 56 и 57 улицами. Проект разработан CIM Group. Строительство начато в 2012 году и завершено в декабре 2015 года. По первоначальному проекту высота составляла 396 метров. Строительству предшествовал снос гостиницы Drake Hotel (англ.) на 495 номеров, построенной в 1926 году. Гостиница была выкуплена за 440 миллионов долларов застройщиком Гарри Маклоу (англ.) в 2006 году, после чего была снесена. Освободившийся участок из-за своего расположения стал одним из наиболее ценных в Нью-Йорке. Общая стоимость строительства составляет 1,25 миллиарда долларов.
На момент постройки, при высоте в 426 метров являлось третьим по высоте зданием в Нью-Йорке (после Всемирного торгового центра и Эмпайр-стейт-билдинг (с учетом шпиля)), высочайшим жилым зданием мира. Уровень крыши 432 Парк-авеню превышает уровень крыши ВТЦ на 9,8 метра, но последний выигрывает в общей высоте за счёт шпиля.
В 2020 году в Нью-Йорке было завершено строительство небоскреба Уан-Вандербильт высотой 427 метров, а в 2021 году — строительство Сентрал-Парк-Тауэр высотой 472,4 метра, таким образом, по состоянию на 2023 год, 432 Парк-авеню является пятыми или шестым по высоте зданием в городе, в зависимости от расчёта высоты Эмпайр-стейт-билдинг, и вторым по высоте жилым зданием мира.

## Дизайн
Дизайн, разработанный уругвайским архитектором Рафаэлем Виньоли, основан на концепции воплощения «чистой геометрической формы» — квадрата. Каждый из 85 этажей здания имеет форму квадрата площадью 368,7 м² с шестью квадратными окнами по 9,3 м² с каждой стороны. Рафаэль Виньоли следующим образом описал влияние небоскрёба на панораму Манхэттена:

Трудно было выбрать более подходящий проект. Нашей целью было создать что-то, что было бы вне времени, что стало бы неотъемлемой частью панорамы Манхэттена, его новым символом.

Интерьер создан дизайнерскими бюро Deborah Burke Partners (англ.) и Bentel & Bentel, которые также работали над обликами ресторанов Eleven Madison Park и Gramercy Tavern (англ.). Главный застройщик Гарри Маклоу заявил, что гордится созданием небоскрёба, который будет видно из всех районов Нью-Йорка и который украсит очертания города.
Консультант в области моды Тим Ганн описал здание как «всего лишь тонкий столбик».

## Апартаменты
Высота каждого этажа составляет 3,84 метра. Площадь кондоминиума от 32,6 м². Цена квартир, общее количество которых составит 104, варьируется от нескольких миллионов до нескольких десятков миллионов долларов. Самые дорогие апартаменты представляют собой пентхаус с шестью спальнями, семью ванными комнатами и библиотекой общей стоимостью в 95 миллионов долларов. Покупателем пентхауса стал саудовский миллиардер Фаваз Аль Хокаир.
Помимо квартир в здании есть ресторан, фитнес-центр с сауной, бассейн, бильярдный зал и площадка для игры в гольф.

## Галерея

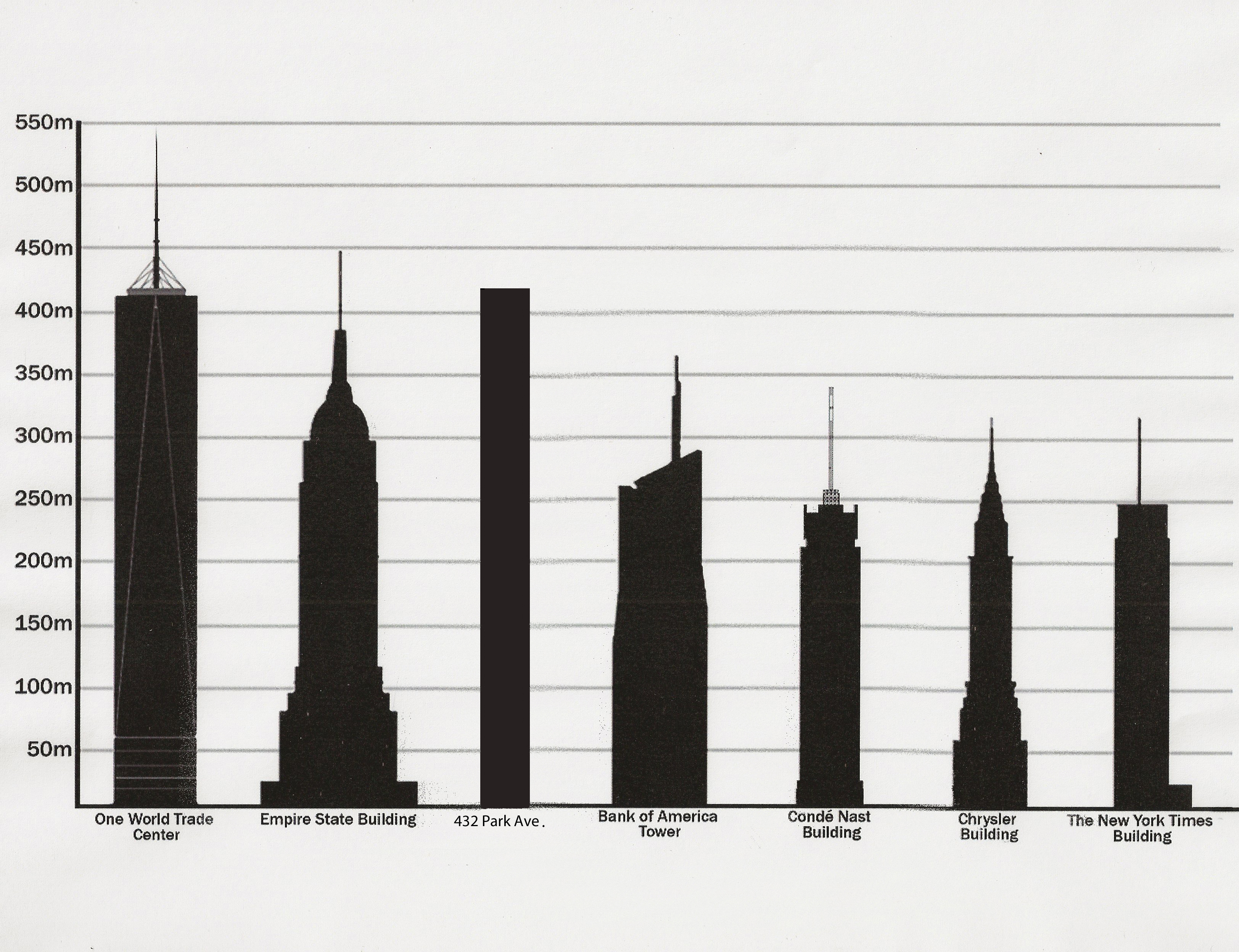
Сравнение с другими небоскрёбами Нью-Йорка
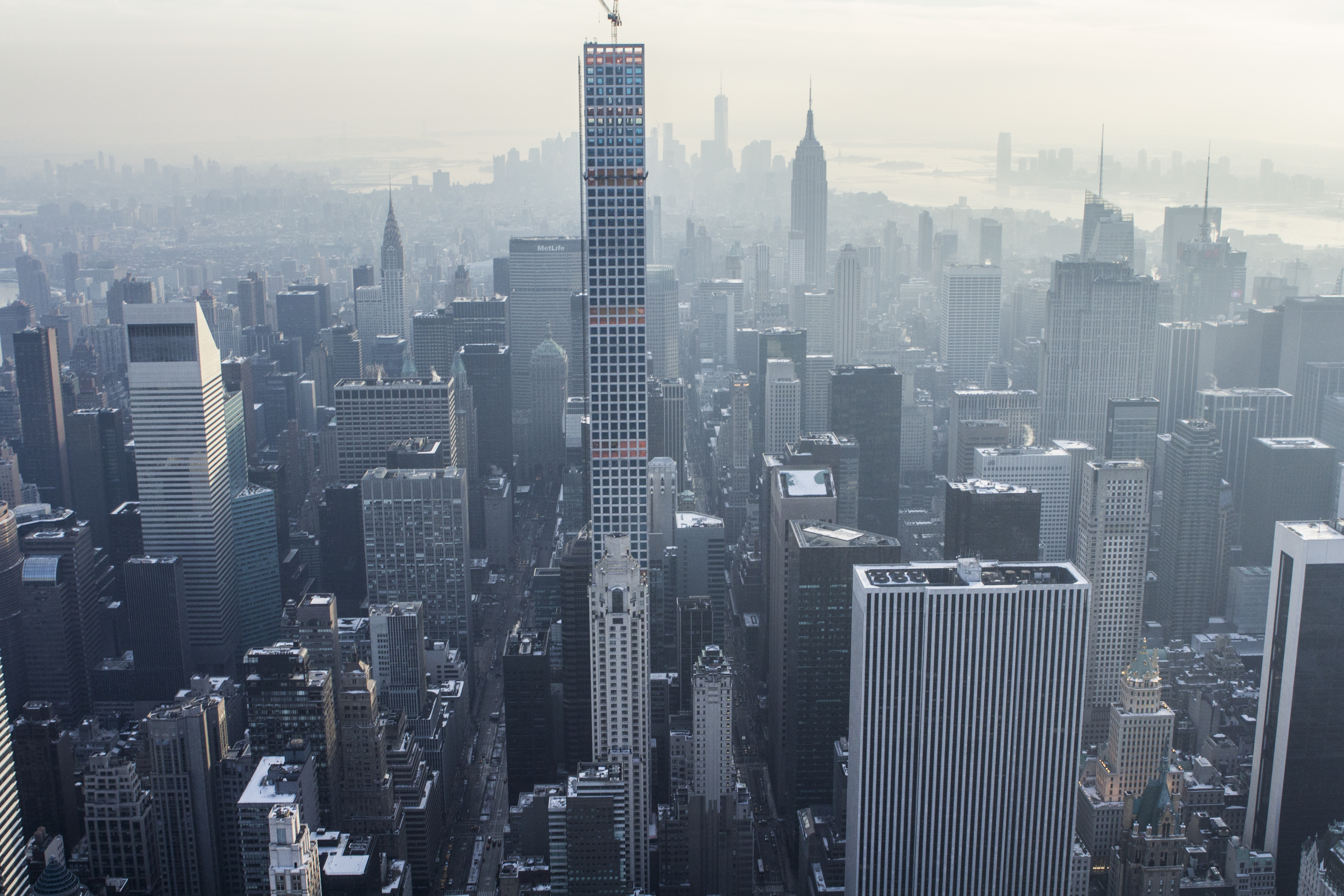
Вид на Мидтаун и Парк-авеню, 432
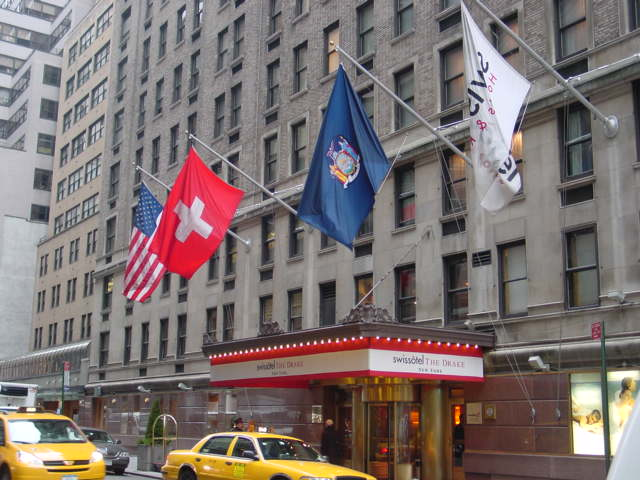
Снесённая гостиница «Drake Hotel», на месте которой построен небоскрёб. 2006 год
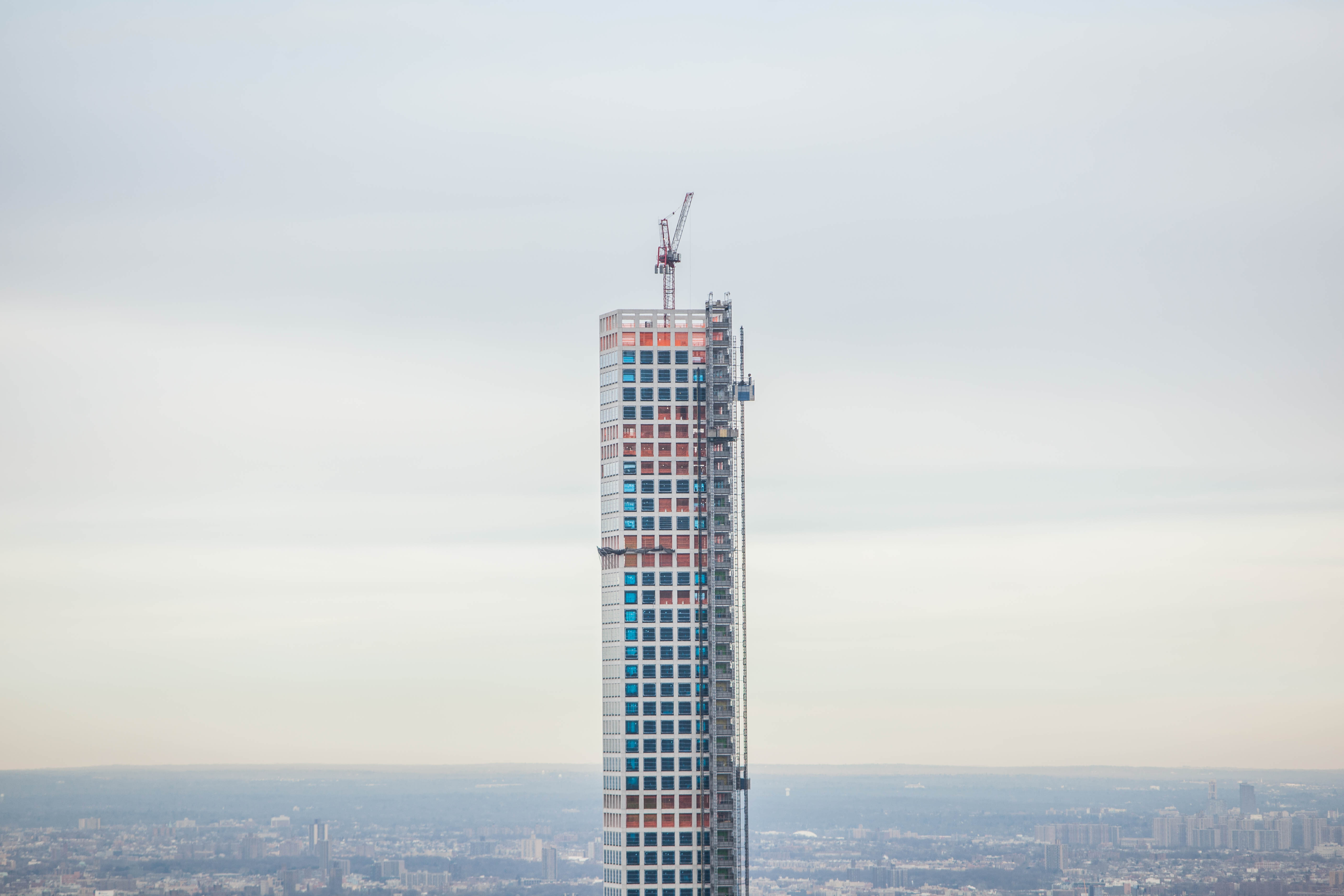
Верхняя часть в процессе завершения строительства

### Хронология

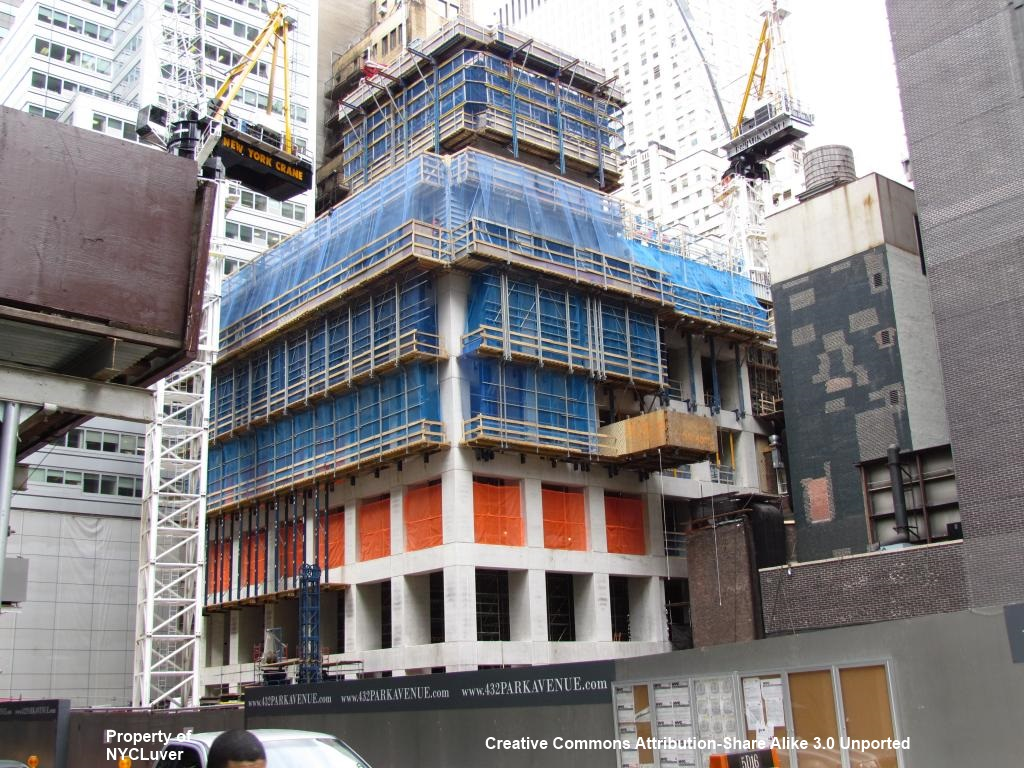
Март 2013 года
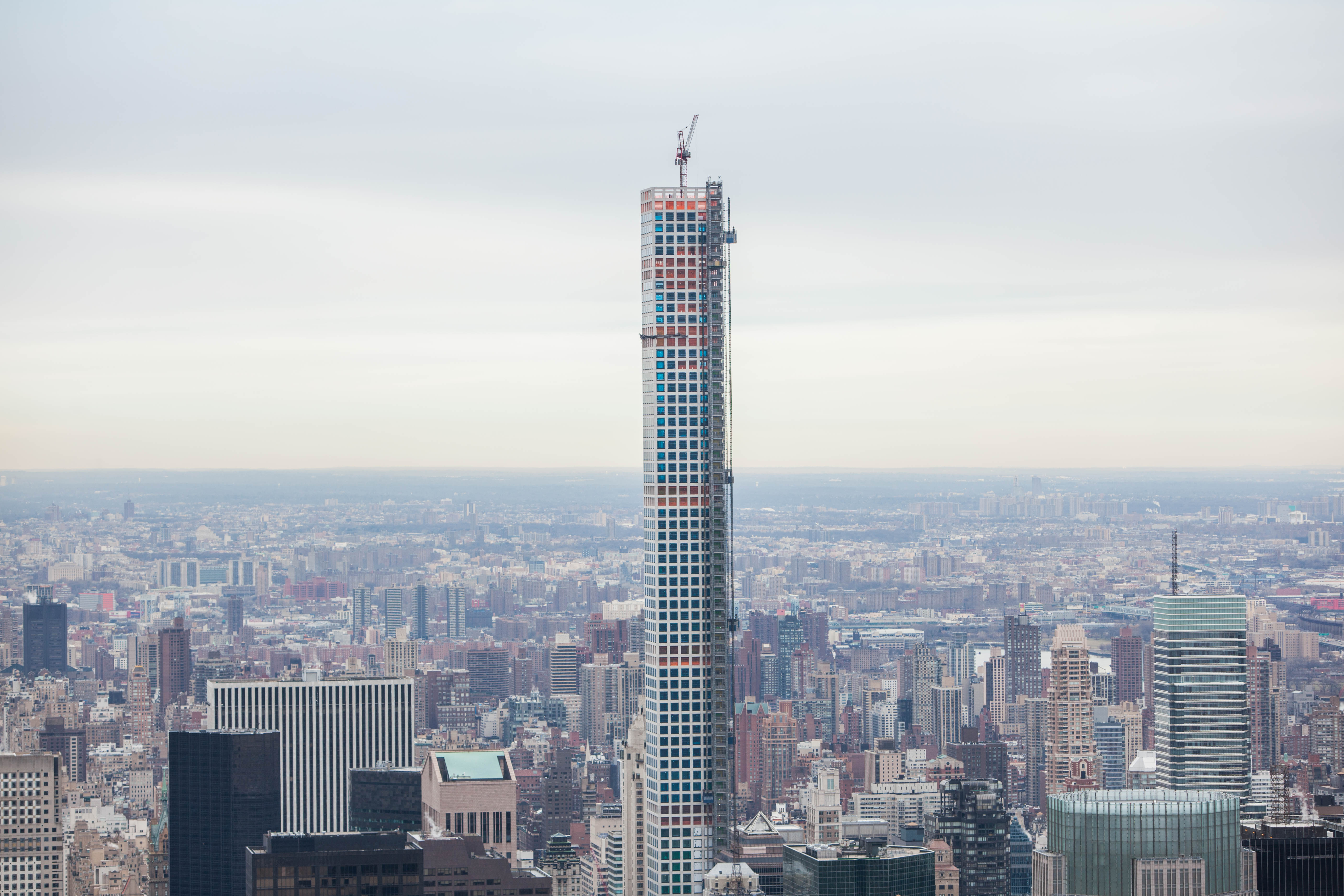
Январь 2015 года
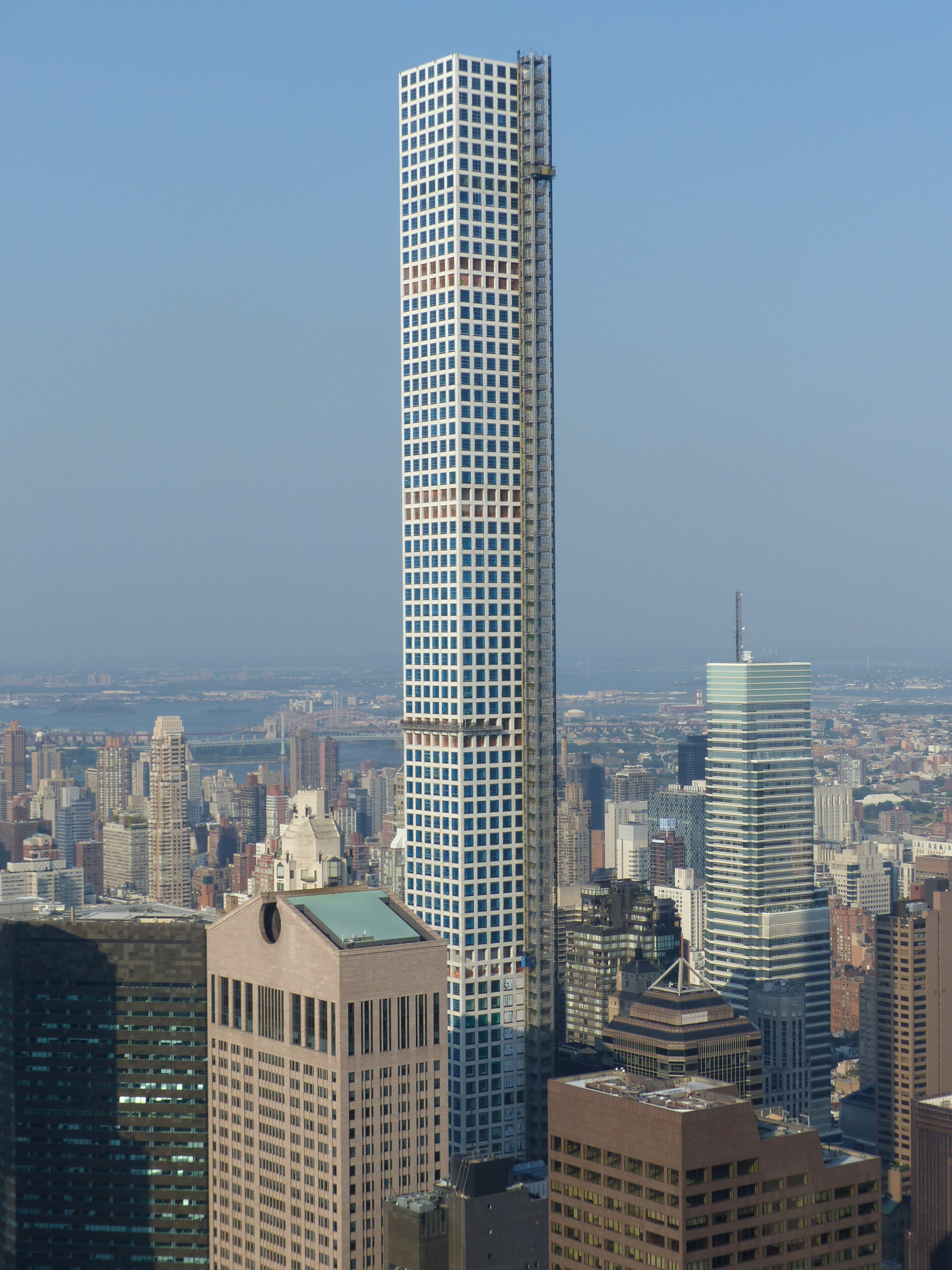
Июль 2015 года